# Primary van Louisiana 2008
De primary van Louisiana is een voorverkiezing die op 9 februari 2008 werd gehouden. Barack Obama en Mike Huckabee wonnen.

## Democraten
Barack Obama won de Democratische primary in Louisiana met 57%, met Hillary Clinton als tweede (36%).
| Legenda: | Teruggetrokken voor de primary |

| West Virginia Democratische primary 2008 | West Virginia Democratische primary 2008 | West Virginia Democratische primary 2008 | West Virginia Democratische primary 2008 |
| Kandidaat                                | Stemmen                                  | Percentage                               | Nationale gedelegeerden                  |
| ---------------------------------------- | ---------------------------------------- | ---------------------------------------- | ---------------------------------------- |
| Barack Obama                             | 220.632                                  | 57,40%                                   | 33                                       |
| Hillary Clinton                          | 136.925                                  | 35,63%                                   | 23                                       |
| John Edwards                             | 13.026                                   | 3,39%                                    | 0                                        |
| Joe Biden                                | 6.178                                    | 1,61%                                    | 0                                        |
| Bill Richardson                          | 4.257                                    | 1,11%                                    | 0                                        |
| Christopher Dodd                         | 1.924                                    | 0,50%                                    | 0                                        |
| Dennis Kucinich                          | 1.404                                    | 0,37%                                    | 0                                        |
| Totaal                                   | 384.346                                  | 100,00%                                  | 56                                       |

## Republikeinen
Mike Huckabee was de winnaar van de Republikeinse primary (44%), gevolgd door John McCain (42%) en Ron Paul (5%). Onder de regels van de Republikeinse Partij van Louisiana geldt, dat de kandidaat een meerderheid van de stemmen nodig heeft, om de gedelegeerden te kunnen krijgen. Aangezien niemand dat lukte, kreeg niemand ze ook direct. Via een indirecte causus werd bepaald dat John McCain de gedelegeerden mocht krijgen.
| Louisiana Republikeinse primary 2008 | Louisiana Republikeinse primary 2008 | Louisiana Republikeinse primary 2008 | Louisiana Republikeinse primary 2008 |
| Kandidaat                            | Stemmen                              | Percentage                           | Gedelegeerden                        |
| ------------------------------------ | ------------------------------------ | ------------------------------------ | ------------------------------------ |
| Mike Huckabee                        | 69.594                               | 43,18%                               | 0                                    |
| John McCain                          | 67.551                               | 43,18%                               | 0                                    |
| Mitt Romney                          | 10.222                               | 6,34%                                | 0                                    |
| Ron Paul                             | 8.590                                | 5,33%                                | 0                                    |
| Fred Thompson                        | 1.603                                | 0,99%                                | 0                                    |
| Rudy Guiliani                        | 1.593                                | 0,99%                                | 0                                    |
| Alan Keyes                           | 837                                  | 0,52%                                | 0                                    |
| Jerry Curry                          | 521                                  | 0,32%                                | 0                                    |
| Daniel Gilbert                       | 183                                  | 0,11%                                | 0                                    |
| Tom Tancredo                         | 107                                  | 0,07%                                | 0                                    |
| Duncan Hunter                        | 368                                  | 0,23%                                | 0                                    |
| Totaal                               | 156.101                              | 100%                                 | 0                                    |